# International Health Partnership and Related Initiatives
Das Internationale Gesundheitspartnerschaftsprogramm und die damit zusammenhängenden Initiativen (engl. International Health Partnership and Related Initiatives, ihp+) wurde im September 2007 gegründet. Es resultiert aus der Pariser Erklärung über Effektivität von Entwicklungszusammenarbeit (Paris Declaration on Aid Effectiveness) und soll Defizite in der Gesundheitswesenfinanzierung bei dem Prozess der Millennium-Entwicklungsziele (MDGs) beheben. Es ist
- ausgerichtet auf gesundheitswesenrelevante MDG-Effektuierungen durch die Steigerung der Effektivität der Entwicklungszusammenarbeit, Politikberatung, Strategien sowie Performance von Gesundheitssystemen und die Akteure (einschließlich nichtstaatlicher) zu Handlungen zu mobilisieren sowie
- ausgerichtet auf ein Partnerland und unter der Führung desselben. Alle Aktivitäten werden örtliche Umstände beachten und auf existierenden Strukturen und Planungen aufbauen. Sie werden, wenn nötig, durch regionale oder globale Initiativen unterstützt.

## Operationsbereich
Die Organisation ist aktiv in Burundi, Kambodscha, Äthiopien, Kenia, Madagaskar, Mali, Mosambik, Nepal, Nigeria und Sambia. Eingeschränkte Mitglieder sind Benin, Burkina Faso, Ghana und Niger.